# 277 Fifth Avenue
Il 277 Fifth Avenue (chiamato anche 277 5th Avenue o 281 5th Avenue) è un grattacielo situato a New York. Progettato dall'architetto Rafael Viñoly, l'edificio è alto 221,89 m con 55 piani e contiene 130 condomini residenziali. Esteticamente riprende molti elementi simili ad un altro edificio di Viñoly, il 432 Park Avenue.